# La tía Tula
La tía Tula é um filme de drama espanhol de 1964 dirigido e escrito por Miguel Picazo. Foi selecionado como representante da Espanha à edição do Oscar 1965, organizada pela Academia de Artes e Ciências Cinematográficas.

## Elenco
- Aurora Bautista - Tula
- Carlos Estrada - Ramiro
- Maria Enriqueta Caballeira - Juanita
- Laly Soldevila - Amalita
- Mari Loli Cobo - Tulita
- Irene Gutierres Caba